# NTT西日本-みやこ

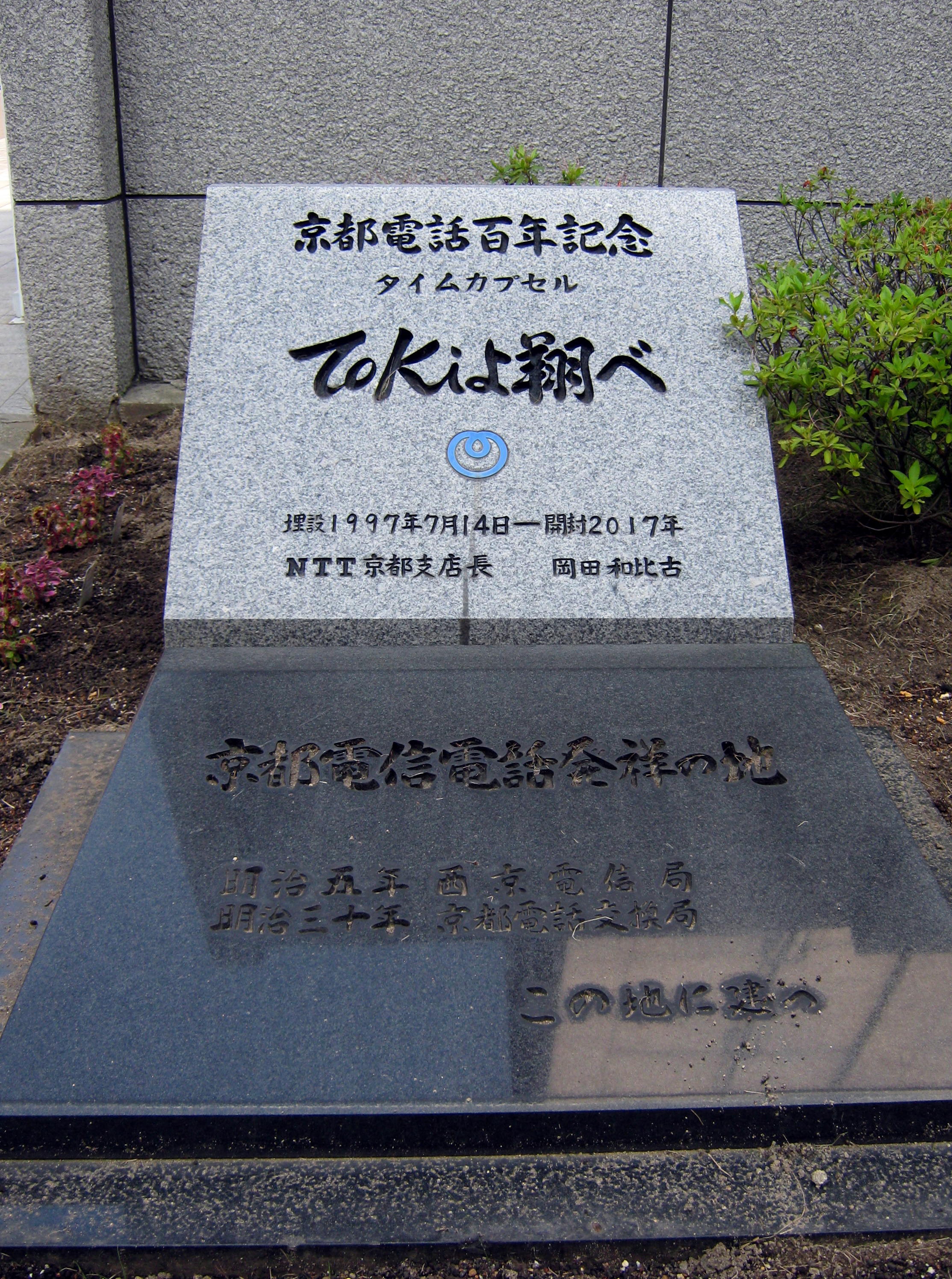
京都電話100年記念タイムカプセル、現物はこの地下、京都市中京区

株式会社NTT西日本－みやこ（エヌティティにしにほん－みやこ）は、かつて存在した西日本電信電話（NTT西日本、大阪市）の子会社。京都府京都市中京区に本社を置き、電気通信設備関係や工事関係などで主に京都府と滋賀県と奈良県を管轄していた。
2013年10月1日、他のNTT西日本の地域会社などとともにNTT西日本-東海へ吸収合併され、NTTビジネスソリューションズ株式会社となった。

## 本社
〒604-8172　京都市中京区烏丸通三条上ル場之町604

## 事業内容
- 電気通信設備に関わる設備提案、設計、工事、保守、交換局管理、コンサルティング及び設備・品質管理。IP電話やインターネット接続サービスを担当。

- 西日本電信電話株式会社等からの問い合わせ、注文受付、販売業務等の受託　等

## 担当地域
- 京都府全域（※西京区大原野出灰(市外局番072-6)及び八幡市岩田大谷飛地(市外局番072-8)を除く）
- 滋賀県全域
- 奈良県の大半（※宇陀郡御杖村神末の一部(市外局番059-2)、御所市金剛山(市外局番0721)及び吉野郡十津川村竹筒(たけとう)・七色(市外局番0735)を除く）

- 例外
  - 大阪府
    - 三島郡島本町
    - 四條畷市田原台・緑風台・さつきヶ丘・下田原の全域と上田原の一部
    - 東大阪市生駒山

- 市外局番
  - 「075」
  - 「074X」
  - 「077X」（Xは1~5）